# Victor Alfieri
Victor Alfieri (ur. 30 lipca 1971 w Rzymie) – włoski aktor i producent telewizyjny i filmowy, kaskader i model.

## Życiorys

### Wczesne lata
Urodził się w Rzymie. Wychowywany był jako jedynak przez matkę i dziadków. Dumą jego rodziny stała się restauracja jego babci, gdzie on miał rozpocząć swoją karierę, ale Victor miał inne plany już w bardzo młodym wieku. Z naturalnym talentem do pisania tworzył we wczesnych latach młodości wiersze, bajki i różne opowieści.
W wieku czternastu lat pisał wraz ze swoim twórczym przyjacielem szkice komedii. Także jako klasowy błazen, Victor zawsze występował przed nauczycielami i kolegami.

### Kariera
Kiedy w wieku 18 lat był na wakacjach w Los Angeles, został odkryty w restauracji Beverly Hills przez fotografa. Alfieri został obsadzony w reklamie piwa Miller Brewing Company i wkrótce potem znalazł się w kilku włoskich czasopismach i operach mydlanych. Otrzymał kilka ról we włoskiej telewizji. Następnie odbył dwuletnią służbę wojskową, wybierając sobie służbę w policji.
W sierpniu 1994 roku przeniósł się do Los Angeles. Dwa lata potem, w czerwcu 1996, przyłączył się do obsady opery mydlanej NBC Dni naszego życia (Days of our lives, 1996–1998) jako przystojny i tajemniczy Franco Kelley. Właściwa międzynarodowa kariera na małym ekranie rozpoczęła się od roli fotografa Giovanni Lorenzano w popularnej operze mydlanej CBS Moda na sukces (The Bold and the Beautiful, 1999–2000, 2004, 2009).
Pojawił się też w komedii Widzę-cię.com (I-See-You.com, 2006) z Rosanną Arquette, dramacie kryminalnym Rona Howarda Anioły i demony (2009) z Tomem Hanksem i dramacie My Father's Will (2009) z Ione Skye i Talią Shire.
W 2011 roku złożył pozew o molestowanie seksualne przeciwko producentce filmów kobiecych Adrianie Trevino.

## Wybrana filmografia

### Filmy fabularne
- 1996: Słodka pokusa (Sweet Temptation, TV) jako Mario
- 1996: Grom z jasnego nieba (Suddenly, TV) jako Franco
- 1999: Taking the Plunge jako Lance Boyle
- 1999: Dirty Down Under... Up Here
- 2002: Encantado jako Nicola
- 2003: Śnieżne jaja (Winter Break) jako Vito
- 2003: Rzymska wiosna pani Stone (The Roman Spring of Mrs. Stone, TV) jako Lorenzo
- 2006: Widzę-cię.com (I-See-You.com) jako Ciro Menotti
- 2006: White Blossom jako Duccio
- 2007: My Sexiest Year jako Fabrizio Contini
- 2009: Anioły i demony (Angels & Demons) jako szef włoskiej ogólnokrajowej żandarmerii
- 2009: My Father's Will jako Ferro Olivetti
- 2010: Nephilim jako Razel

### Seriale TV
- 1995: High Society jako Ramon
- 1995: Napisała: Morderstwo (Murder, She Wrote) jako Mario
- 1996: Dni naszego życia (Days of Our Lives) jako Franco Kelly
- 1999-2000: Moda na sukces (The Bold and the Beautiful) jako Giovanni Lorenzano
- 2001: Jack i Jill (Jack & Jill) jako Marco
- 2004: Moda na sukces (The Bold and the Beautiful) jako Giovanni Lorenzano
- 2005: Elisa z Rivombrosy (Elisa di Rivombrosa) jako Zanni LaMorte
- 2006: CSI: Kryminalne zagadki Miami (CSI: Miami) jako Luis Reyes
- 2006: Passions jako Gianni Valentino
- 2006: Pompeje (Pompei, ieri, oggi, domani) jako Dario
- 2009: Moda na sukces (The Bold and the Beautiful) jako Giovanni Lorenzano
- 2010: Nieznane osoby (Persons Unknown) jako Stefano D'Angelo
- 2010: Wszystkie moje dzieci jako Ciro
- 2010: Pan i Pani Bloom (Undercovers) jako Claudio Vega
- 2011-2013: Southland jako Victor Cifuentes
- 2012: Mentalista jako Carlos Ruiz